# Escut de Dubrovnik
L'escut de Dubrovnik, abans Ragusa, és anterior al segle xvii però no està documentat abans del 1627, encara que és segur que ja existia. Probablement fou adoptat un temps després de la independència el 1403, i abans era la figura del sant Blai la que servia d'escut. Inicialment era un escut vermell i blau, i també al revés (blau i vermell).
Durant el segle xvii es va afegir la corona a l'escut. Pel mateix temps va aparèixer un segon escut argent amb tres franges blaves, amb corona. En el segle xviii apareix l'escut argent amb franges vermelles i corona que amb petits retocs és l'escut actual de la ciutat de Dubrovnik.

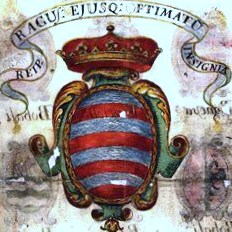
Escut de Ragusa i de Dubrovnik
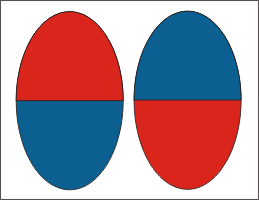
Representació senzilla dels escuts antics
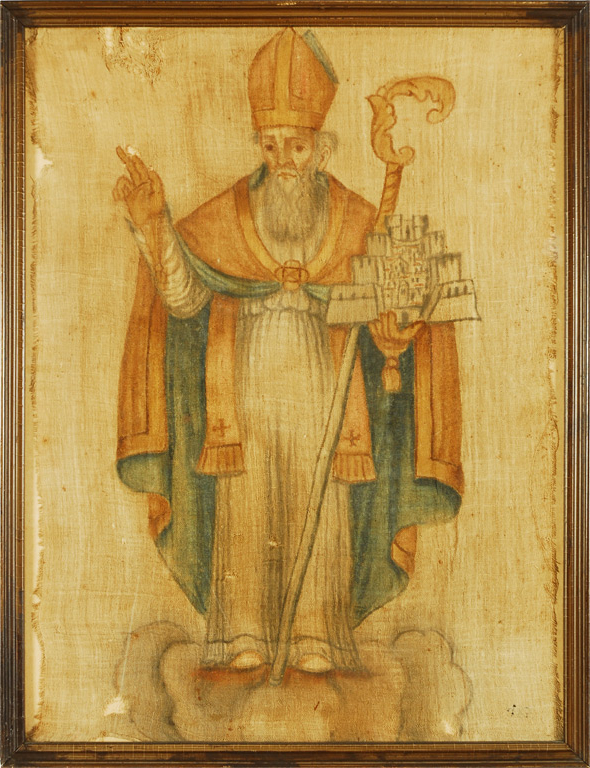
Sant Blai
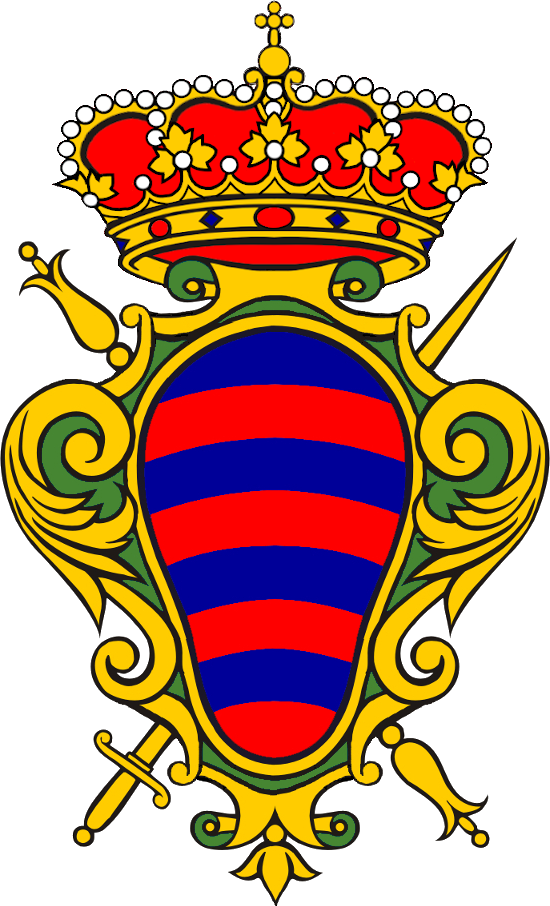
Versió alternativa del segle XVIII
Escut de la República de Ragusa amb franges blanques